# Pinzote
En náutica, el pinzote es una especie de palanca con la que se hacía girar la caña del timón en los buques en lugar de la rueda y antes de la invención de esta.

## Descripción
Pasaba por el taladro o agujero que tenía el molinete del grajao en mitad de su mayor anchura y por el extremo inferior se enganchaba por un cáncamo en una cabilla de hierro fija en el de la caña. El otro extremo sobresalía de la cubierta alta lo necesario para que el timonel manejase esta palanca así dispuesta. A ella servía de punto de apoyo el molinete, al tiempo que con él giraba a babor y estribor e incluso, a popa y proa en el corto tanto que así lo exigía la situación de la caña.